# مارکوس والریوس مسالا کوروینوس
مارکوس والریوس مسالا کوروینوس (انگلیسی: Marcus Valerius Messalla Corvinus; ۱ ژانویهٔ ۰۰۶۴ – ۱ ژانویهٔ ۰۰۰۸) ژنرال و نویسنده و حامی ادبیات و هنر اهل روم باستان بود.